# Cikananga
Cikananga is een bestuurslaag in het regentschap Kuningan van de provincie West-Java, Indonesië. Cikananga telt 1274 inwoners (volkstelling 2010).